# 톈원 1호

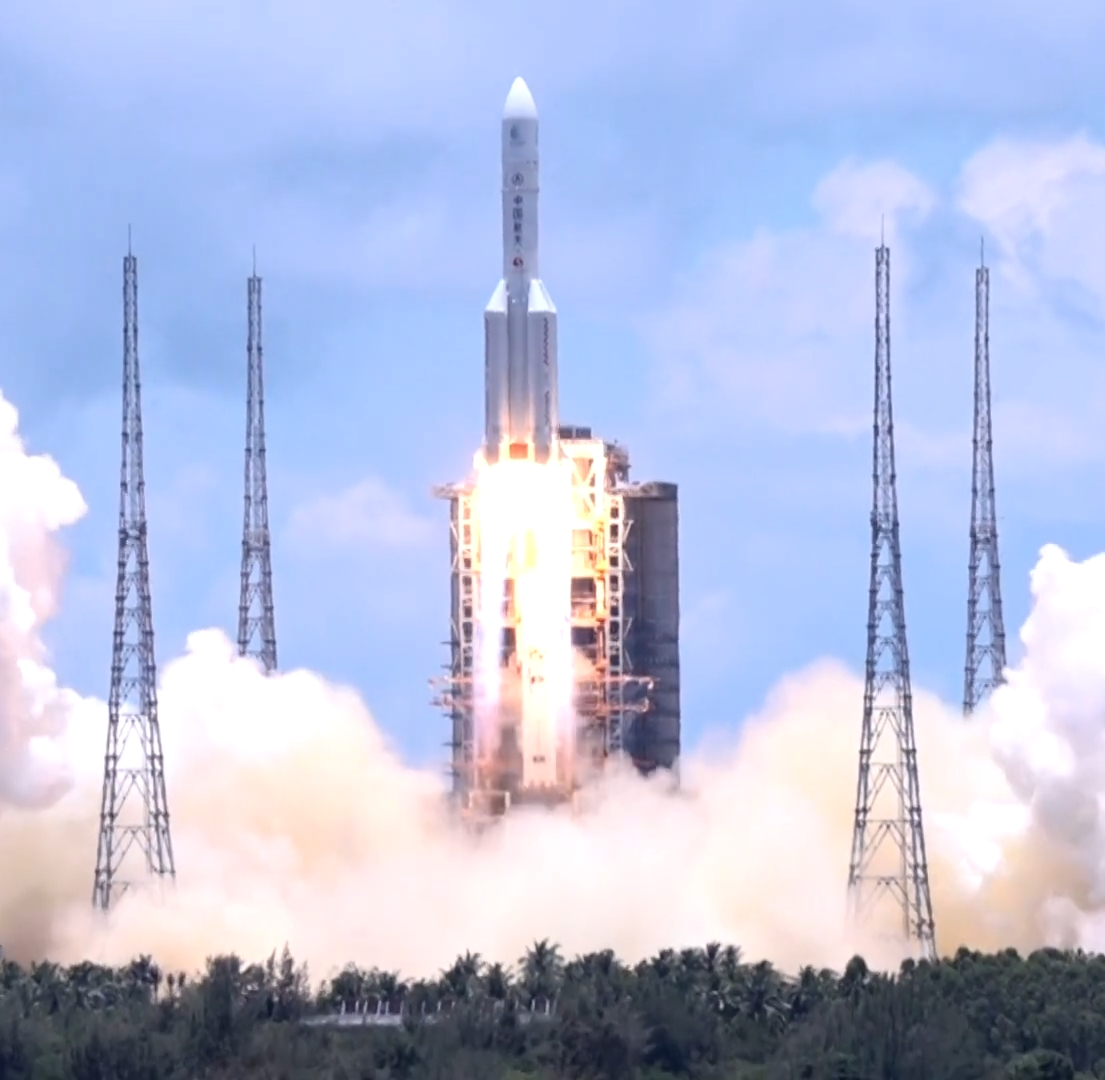
발사중인 톈원 1호

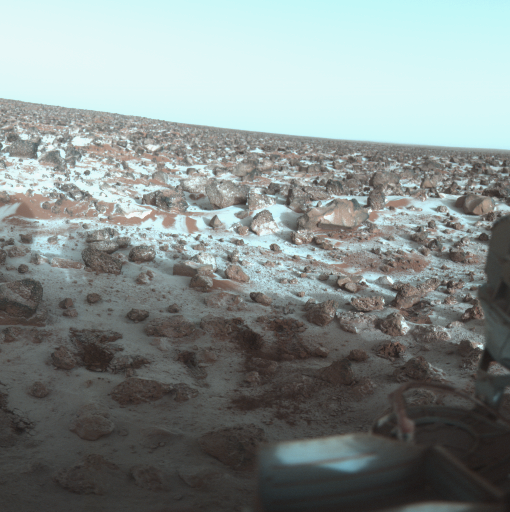
1976년 미국 바이킹 2호가 촬영한 유토피아 평원의 얼음

톈원 1호는 중국의 화성 탐사선이다.

## 역사
2021년 5월 15일, 중국의 첫 화성 탐사선 '톈원(天問) 1호'가 화성에 착륙했다고 중국국가항천국(CNSA)가 발표했다.
미국, 소련에 이어 세계 3번째 화성 탐사선 착륙 성공이며, 로버의 화성 착륙은 미국에 이어 세계 2번째 기록이다.
1998년 일본 최초의 화성 탐사선인 노조미 (우주선)을 발사했다. 그러나 실패했다.
러시아는 2016년 유럽우주국(ESA)과 함께 화성 생명체 탐사를 위해 탐사선 엑소마스를 보냈으나 탐사에 실패했다. 러시아는 2022년에 ESA와 함께 착륙선과 로버를 화성으로 보낼 예정이다.
2020년 7월 23일, 원창 위성발사센터에서 창정 5호 로켓으로 톈원 1호를 발사했다.
2030년 톈원 1호가 지구에 복귀할 계획이다.

## 발사체
창정 5호는 25톤의 인공위성을 지구 저궤도에 운반할 수 있다. 보통 우주정거장 모듈이 20톤 정도인데, 우주정거장 발사능력을 가졌다는 의미이다.
이번 톈원 1호는 5톤의 우주선이 화성에 도착했다. 궤도선, 착륙선, 로버 등으로 구성되었으며, 로버의 무게는 240 kg이다. 즉, 240 kg 로버 하나를 화성에 착륙시키기 위해 25톤 우주정거장 발사체를 사용했다.

## 화성 착륙
화성에 로버를 착륙하는 기술은, 매우 고난위도다. 지구와 18분만에 전파가 도달하기 때문에, 실시간 조종은 불가능하다.
중국이 이번에 미국 다음으로 화성에 로버를 착륙시킴으로써, 세계 2위의 우주 기술을 실제로 증명했다. 러시아, 일본, 유럽이 로버 착륙을 도전중이다.
열차폐막으로 화성 대기권에 진입한 이후, 거대한 낙하산을 펴서 하강 속도를 줄이고, 마지막에는 역추진 로켓을 분사해 속도를 더욱 줄였다.

## 로버
탐사 로버 '주룽호(祝融)'는 바퀴가 6개 달린 태양광 탐사 로봇이다. 높이 1.85 m, 무게는 240 kg으로 중국 고대 신화에 나온 최초의 '불의 신'을 뜻한다. 3개월간 화성 지표면 탐사 임무를 수행하면서 화성의 토양·암석 샘플을 채취하게 된다. 로버가 착륙한 유토피아 평원은 과거 많은 양의 얼음이 존재했을 것으로 추정돼 미생물 서식에 적합한 환경을 갖췄다.
유토피아 평원(en:Utopia Planitia)은 1976년 미국 항공우주국(NASA)의 바이킹 2호가 착륙했던 지점이다. 당시 바이킹 2호는 유토피아 평원에서 생명체의 흔적을 발견했다.
유토피아 평원은 지표 아래 막대한 양의 얼음을 포함하고 있는 것으로 여겨진다.
주룽은 미국 나사가 2000년대 개발한 로버인 스피릿 로버, 오퍼튜니티 로버와 유사한 생김새를 지녔다. 무게 240 kg에 태양 전지판으로 동력을 만들어낸다.
- 스피릿 로버, 무게 185 kg, 바퀴 6개, 2004년 1월 4일 착륙
- 오퍼튜니티 로버, 무게 185 kg, 바퀴 6개, 2004년 1월 25일 착륙
- 주룽 로버, 무게 240 kg, 바퀴 6개, 2021년 5월 15일 착륙

주룽에는 카메라와, 토양과 암석 조성을 분석하는 센서, 땅속 얼음을 탐색하는 레이더, 기상 관측장비, 자기장 감지기 등 6가지 장비가 실려 있다.

## 같이 보기
- 화성 탐사
- 아말 (화성 탐사선)